# Santa Cruz de Boedo
Santa Cruz de Boedo ist ein Ort und eine nordspanische Gemeinde (municipio) mit 52 Einwohnern (Stand: 2024) in der Provinz Palencia der Autonomen Gemeinschaft Kastilien-León. Neben dem Hauptort Santa Cruz de Boedo gehört die Ortschaft Hijosa de Boedo zur Gemeinde. 

## Lage und Klima
Santa Cruz de Boedo liegt in der altkastilischen Meseta in einer Höhe von ca. 850 m. Die Provinzhauptstadt Palencia befindet sich gut 55 km (Fahrtstrecke) südlich. Durch die Gemeinde führt die Autovía A-67. Das Klima im Winter ist kühl, im Sommer dagegen trotz der Höhenlage gemäßigt bis warm; Niederschläge (ca. 590 mm/Jahr) fallen überwiegend im Winterhalbjahr.

## Bevölkerungsentwicklung
| Jahr      | 1970 | 1981 | 1991 | 2001 | 2011 | 2021 |
| Einwohner | 178  | 105  | 97   | 59   | 61   | 49   |

## Sehenswürdigkeiten
- Kreuzkirche